# Gobern Lopes
Luis Filipe Martins Gobern Lopes, (30 de janeiro de 1956 (69 anos) foi um dos principais operacionais da organização terrorista Forças Populares 25 de Abril tendo anteriormente pertencido também ao PRP/BR. Era também conhecido como Anarquinho, mas também utilizava outros nomes como "Amélia" ou "Horácio".  Foi um dos poucos operacionais que assumiu em julgamento, pertencer às  FP25, tendo fornecido uma descrição de todas as acções levadas a cabo pela organização, entre as quais os atentados que resultaram no ferimentos de Manuel Inglês Esquivel (Sapec), João Mesquita Oliveira (Carides) e Armando da Silva Rodrigues (Manuel Pereira Roldão), na morte de José Barradas e Gaspar Castelo-Branco (ambas na sessão de julgamento de 9 de Setembro de 1986) e ainda dos dois militares da GNR mortos na Malveira. Tentou em julgamento, criar uma solução onde os operacionais seriam condenados por contrapartida da absolvição do Otelo e da Força de Unidade Popular, ambas componentes do Projecto Global.

## Actividade Terrorista
Foi militante do Partido Revolucionário do Proletariado desde 1976, tendo participado também no Congresso de formação da OUT, realizado na Marinha Grande. Foi ainda militante do Grupo de Dinamização de Unidade Popular (GDUP) e fez parte do movimento de apoio de Otelo Saraiva de Carvalho à Presidência da República em 1976.Tinha a profissão de contabilista tendo iniciado a sua vida profissional numa empresa do grupo Salvador Caetano.
Esteve envolvido no confronto, em Alcoutim, ocorrido a 13 de Maio de 1980 e que veio a resultar no assassinato do agente da GNR Agostinho Francisco Ferreira. Tendo sido preso nesse dia juntamente com Cristóvão Mendes Jacinto, viria a ser condenado a 3 anos de prisão por posse de arma proibida, no mesmo julgamento em que o seu colega Daniel Horácio era condenado a 22 anos de prisão pela morte do cabo Agostinho Francisco Ferreira  Fez parte do comando que libertou Daniel Horácio, operacional terrorista que se deslocava ao Hospital Universitário de Coimbra para uma consulta. Esteve ainda envolvido no assalto à Electro Cerâmica do Candal em Vila Nova de Gaia. Neste assalto foram roubados mais de 14.000.000$00. O valor destinava-se ao pagamento de salários de 600 trabalhadores da fábrica.
Após a operação Orion, que resultaria na prisão dos principais dirigentes e operacionais das FP25, Gobern Lopes assume o papel de  dirigente máximo da organização. Quando da sua prisão, detinha, à cintura, uma pistola Firebird, 9mm, carregada com munições, um saco com uma pistola metralhadora M3A1 e respectivos carregadores. Anteriormente tinham-lhe sido entregues seis metralhadoras G3, que tinham sido desenterradas e pertenciam às Brigadas Revolucionárias.

### Julgamento
No julgamento dos crimes de sangue, ameaçou o também réu e dissidente Manuel Alves Monteiro: "Quando te apanhar lá fora, hás-de apanhar várias rajadas de metralhadora nesses cornos, seu porco de merda." Foi por isso expulso da sessão e acusado de coação grave. Para o dissidente e arrependido Guedes Monteiro afirmou em tribunal, reconhecendo a veracidade dos depoimentos dos arrependidos e a validade da prova produzida. «Quando te apanhar lá fora hás-de levar poucas rajadas».
Sobre o assassinato de Canha e Sá, referiu se no julgamento:  "Nós nunca afirmámos que as nossas acções constituem solução de saída para-os trabalhadores. Nunca foi dito pelas FP 25 que a nossa acção vai resolver os problemas dos trabalhadores. À nossa acção tem um vector psicológico: por um lado, mostrar-lhes que há outras formas de luta e, por outro, que a burguesia só cede perante a coacção".

### Condenação
Foi condenado em Primeira Instância, a 20 de Maio de 1987 a 17 anos de prisão. Dois anos depois, a 13 de Setembro de 1989, o Tribunal da Relação de Lisboa agravaria a pena para os 18 anos, acabando o Supremo Tribunal de Justiça, a 19 de Dezembro de 1990, por fixar a condenação em 17 anos de prisão efectiva. É libertado a 19 de Maio de 1989, depois de se ter esgotado o prazo máximo permitido por lei de 3 anos de prisão preventiva.

### Indulto e amnistia
Foi inicialmente indultado pelo Presidente Mário Soares, sendo posteriormente amnistiado pela Assembleia da Republica a pedido do mesmo Mário Soares. A lei amnistiava as infrações com motivações políticas cometidas entre junho de 1976 e 21 de julho de 1991. A votação feita nominalmente, a pedido do CDS, que votou contra. Entre os 220 deputados presentes, 123 votaram a favor, 94 contra e três abstiveram-se.
Em declarações posteriores, Gobern Lopes, não mostrou qualquer arrependimento:  "Situando-me na altura em que as coisas ocorreram, considerando a forma como eu pensava, como eu sentia, como eu via as coisas, não posso dizer que me arrependa de nada. Não tenho de que me arrepender. Todas as coisas foram feitas com uma atitude consciente. Talvez o trajecto que depois levaram é que se desvirtuou".

## Pós libertação
Posteriormente à sua libertação, foi jornalista da TVI, contratado por Julia Pinheiro e José Eduardo Moniz e trabalhando na equipa de Manuel Luis Goucha. Foi candidato à Presidência da Assembleia de Freguesia de Santo António da Charneca e  eleito pelo Bloco de Esquerda, como membro da referida freguesia. Não conseguiu mais de 8% dos votos.

## Ler também
- Brigadas Revolucionárias
- Força de Unidade Popular
- Forças Populares 25 de Abril
- Partido Revolucionário do Proletariado
- Pedro Goulart
- Mouta Liz
- Projecto Global (FP-25 de Abril)
- Otelo Saraiva de Carvalho